# Chun Lee-kyung
Chun Lee-kyung (hangŭl 전이경; a volte indicata come Jeon I-gyeong; Nord Gyeongsang, 6 gennaio 1976) è un'ex pattinatrice di short track sudcoreana.
Vincitrice di 4 medaglie d'oro olimpiche, è il pattinatore di short track coreano con il miglior palmarès nella breve vita dello short track ai Giochi olimpici (solo 5 edizioni dei Giochi disputate da Albertville 1992). Vanta anche 13 titoli mondiali.

## Palmarès

### Giochi olimpici invernali
- 5 medaglie:
  - 4 ori (1000 m, 3000 m staffetta a Lillehammer 1994; 1000 m, 3000 m staffetta a Nagano 1998)
  - 1 bronzo (500 m a Nagano 1998)

### Campionati mondiali di short track
- 23 medaglie:
  - 9 ori (generale, 1500 m, 3000 m a Gjøvik 1995; generale, 1500 m a L'Aia 1996; generale, 1500 m, 3000 m a Nagano 1997; 3000 m a Vienna 1998)
  - 11 argenti (generale, 1500 m, 3000 m a Guildford 1994; 1000, staffetta a Gjøvik 1995; 1000 m, 3000 m a L'Aia 1996; staffetta a Nagano 1997; generale, 1000 m, staffetta a Vienna 1998)
  - 3 bronzi (staffetta a Pechino 1993; staffetta a Guildford 1994; 1000 m a Nagano 1997)

### Campionati mondiali di short track a squadre
- 6 medaglie:
  - 4 ori (Minamimaki 1992, Zoetermeer 1995, Lake Placid 1996, Seoul 1997)
  - 2 argenti (Cambridge 1994, Bormio 1998)